# S 3 (väg)
| ს 3 |

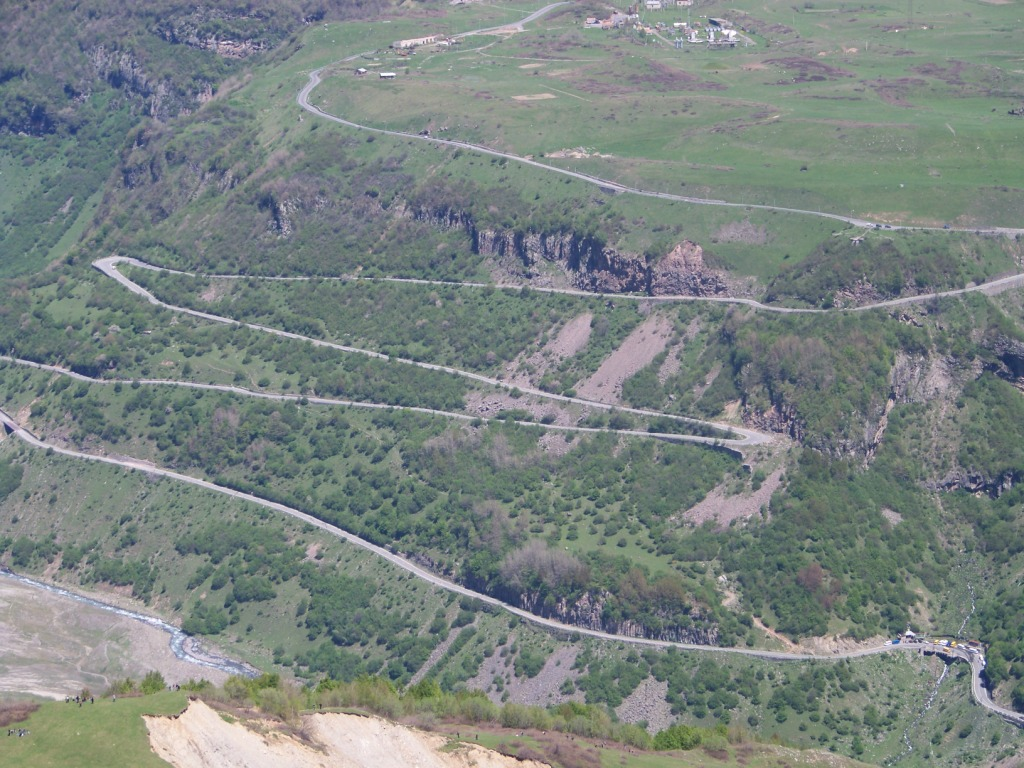
ს 3 vid Gudauri.

S 3, egentligen ს 3 (georgiska: საქართველოს საავტომობილო მაგისტრალი, Sakartvelos saaktomobilo magistrali) är en av de största vägarna i Georgien. Den börjar vid Mtscheta och går norrut mot den ryska gränsen, via Stepantsminda.